# Watsilla
Dans la mythologie ossète, Watsilla ou Wassilla ou encore Uacilla (en ossète : Уацилла) est le dieu de la pluie, du tonnerre et de l'éclair, ainsi que le protecteur de la moisson d'où son autre titre de Watsilla du blé. Il est associé à Saint Élie.
Dans la tradition ossète on lui dédiait l'été un banquet, on lui égorgeait un taureau ou un agneau, on brassait une bière spéciale et on racontait les récits de ses exploits. Pour montrer leur vénération, ce jour de fête les femmes cuisaient le pain en silence et chaque famille ramenait un don à son sanctuaire. Si quelqu'un était frappé par la foudre il était considéré comme son élu, s'il survivait on lui sacrifiait un mouton.